# Liste der Bodendenkmäler in Petershausen
Auf dieser Seite sind die Bodendenkmäler in der oberbayerischen Gemeinde Petershausen zusammengestellt. Diese Tabelle ist eine Teilliste der Liste der Bodendenkmäler in Bayern. Grundlage ist die Bayerische Denkmalliste, die auf Basis des Bayerischen Denkmalschutzgesetzes vom 1. Oktober 1973 erstmals erstellt wurde und seither durch das Bayerische Landesamt für Denkmalpflege geführt wird. Die folgenden Angaben ersetzen nicht die rechtsverbindliche Auskunft der Denkmalschutzbehörde.

## Bodendenkmäler der Gemeinde Petershausen

### Bodendenkmäler in der Gemarkung Asbach
| Lage              | Objekt | Akten-Nr.     | Bild |
| ----------------- | --- | ------------- | ---- |
| Asbach (Standort) | Untertägige mittelalterliche und frühneuzeitliche Befunde und Funde im Bereich der Katholischen Pfarrkirche St. Peter und Paul in Asbach. | D-1-7634-0112 |      |

### Bodendenkmäler in der Gemarkung Kollbach
| Lage                | Objekt | Akten-Nr.     | Bild |
| ------------------- | --- | ------------- | ---- |
| Kollbach (Standort) | Grabhügel mit Bestattungen der Hallstattzeit (Grabhügel mit Bestattungen der Hallstattzeit (Kollbach)).                                             | D-1-7534-0004 |      |
| Kollbach (Standort) | Verebneter Burgstall des Mittelalters. | D-1-7534-0013 |      |
| Kollbach (Standort) | Verebnetes Grabenwerk des frühen oder hohen Mittelalters.                                                                                           | D-1-7534-0156 |      |
| Kollbach (Standort) | Untertägige mittelalterliche und frühneuzeitliche Befunde und Funde im Bereich der Katholischen Filialkirche Mariä Verkündigung in Glonnbercha.     | D-1-7534-0157 |      |
| Kollbach (Standort) | Bestattungsplatz mit Kreisgräben und Siedlung vor- und frühgeschichtlicher Zeitstellung.                                                            | D-1-7535-0177 |      |
| Kollbach (Standort) | Untertägige frühneuzeitliche Befunde und Funde im Bereich der Katholischen Filialkirche St. Notburga in Weißling und ihres Vorgängerbaus.           | D-1-7535-0180 |      |
| Kollbach (Standort) | Untertägige spätmittelalterliche und frühneuzeitliche Befunde und Funde im Bereich der Katholischen Filialkirche St. Ulrich in Mühldorf.            | D-1-7535-0181 |      |
| Kollbach (Standort) | Burgstall des hohen Mittelalters (Steinberg). | D-1-7634-0021 |      |
| Kollbach (Standort) | Untertägige mittelalterliche und frühneuzeitliche Befunde im Bereich der Katholischen Frauenkirche in Kollbach.                                     | D-1-7634-0114 |      |
| Kollbach (Standort) | Untertägige mittelalterliche und frühneuzeitliche Befunde im Bereich der Katholischen Pfarrkirche St. Martin in Kollbach und ihrer Vorgängerbauten. | D-1-7634-0115 |      |
| Kollbach (Standort) | Grabhügel mit Bestattungen der Hallstattzeit und der römischen Kaiserzeit.                                                                          | D-1-7635-0101 |      |
| Kollbach (Standort) | Viereckschanze der späten Latènezeit. | D-1-7635-0342 |      |

### Bodendenkmäler in der Gemarkung Obermarbach
| Lage                   | Objekt | Akten-Nr.     | Bild |
| ---------------------- | --- | ------------- | ---- |
| Obermarbach (Standort) | Ringwall des frühen Mittelalters (Burgstall). | D-1-7534-0003 |      |
| Obermarbach (Standort) | Grabhügel vorgeschichtlicher Zeitstellung. | D-1-7534-0006 |      |
| Obermarbach (Standort) | Ringwall des frühen Mittelalters (Schlossberg). | D-1-7534-0007 |      |
| Obermarbach (Standort) | Verebnete Viereckschanze der späten Latènezeit. | D-1-7534-0008 |      |
| Obermarbach (Standort) | Siedlung vorgeschichtlicher Zeitstellung. | D-1-7534-0010 |      |
| Obermarbach (Standort) | Siedlung oder Körpergräber vor- und frühgeschichtlicher Zeitstellung.                                                                                             | D-1-7534-0155 |      |
| Obermarbach (Standort) | Untertägige spätmittelalterliche und frühneuzeitliche Befunde und Funde im Bereich der Katholischen Pfarrkirche St. Vitus in Obermarbach.                         | D-1-7534-0162 |      |
| Obermarbach (Standort) | Untertägige mittelalterliche und frühneuzeitliche Befunde und Funde im Bereich der Katholischen Filialkirche St. Stephan in Oberhausen und ihrer Vorgängerbauten. | D-1-7534-0164 |      |
| Obermarbach (Standort) | Verebnete Grabhügel vorgeschichtlicher Zeitstellung. | D-1-7534-0189 |      |
| Obermarbach (Standort) | Untertägige mittelalterliche und frühneuzeitliche Befunde im Bereich der Katholischen Filialkirche Hl. Geist in Mittermarbach.                                    | D-1-7535-0178 |      |

### Bodendenkmäler in der Gemarkung Petershausen
| Lage                    | Objekt | Akten-Nr.     | Bild |
| ----------------------- | --- | ------------- | ---- |
| Petershausen (Standort) | Untertägige mittelalterliche und frühneuzeitliche Befunde und Funde im Bereich der Katholischen Pfarrkirche St. Laurentius in Petershausen und ihrer Vorgängerbauten. | D-1-7534-0159 |      |
| Petershausen (Standort) | Burgstall des hohen und späten Mittelalters sowie Hofwüstung des späten Mittelalters und der frühen Neuzeit (Wasenhof).                                               | D-1-7634-0055 |      |
| Petershausen (Standort) | Grabhügel vorgeschichtlicher Zeitstellung. | D-1-7634-0186 |      |